# 北67線
北67線 永安－忠孝大橋，是位於新北市的一條鄉道，北起新北市三重區永盛里永安，南至三重區永春里忠孝橋西端，全長3.292公里。本線自大仁街、中正北路口以南路段與108線重疊。

## 路線說明
新北市
- 三重區：永安（起點，103線岔路）→ 力行路二、一段 → 重陽路三段5巷 → 大仁街 → 中正北路 → 中正南路 → 忠孝大橋（終點，台1線岔路）

## 歷史沿革
本線自1961年即編為北67線，惟當時路線行經車路頭街，今力行路一段89巷口後路段亦與今日不同，為一連串今已消失之舊線，終點結束於大同北路、重新路路口（永安－大園線，2.809km）。1983年將力行路一段89巷口以南路段改為今日路線。2010年新版公路總局資料與地圖則將原車路頭街路段改道力行路二段。

## 沿線地標、設施
- 三重商工
- 三重綜合市場
- 修德國小
- 大同公園
- 三重綜合體育館
- 忠孝橋

另，舊線（車路頭街）0.5公里處仍存一枚里程碑

## 連接公路
- 103線
- 北65線
- 108線
- 台1甲線
- 台1線